# Російський весняний пунш
Російський весняний пунш (англ. Russian Spring Punch, рос. Русский весенний пунш) — коктейль, що складається з горілки, лікеру Creme de Cassis, ігристого вина, лимонного соку і цукрового сиропу. Класифікується як газований коктейль. Належить до офіційних напоїв Міжнародної асоціації барменів (IBA), категорія «Напої нової ери» (англ. New Era Drinks).

## Спосіб приготування
Коктейль готують методом «шейк» (крім ігристого вина). Подають у келих хайбол: інгредієнти (крім ігристого вина) збивають у шейкері, потім виливають у келих хайбол і доливають до краю келиха ігристим вином. Готовий коктейль прикрашають як гарніром часточкою лимона і ягодами ожини.
Рецепт коктейлю «Russian Spring Punch»:
- горілка — 25 мл
- лікер Creme de Cassis — 15 мл
- лимонний сік — 15 мл
- цукровий сироп — 10 мл
- ігристе вино — долити.